# Wajib
Wajib (àrab: واجب, Wājib, ‘Necessari’) és una pel·lícula dramàtica palestina del 2017 dirigida i escrita per Annemarie Jacir. Es va projectar a la secció Contemporary World Cinema al Festival Internacional de Cinema de Toronto de 2017. Va ser seleccionada com a entrada palestina per la Millor pel·lícula en llengua estrangera als Premis Oscar de 2017, però no va ser nominada.
Wajib va guanyar 36 premis internacionals, incloent-hi la millor pel·lícula als festivals de Mar del Plata, Dubai, Amiens, DC Film Festival, Kerala i el London BFI Festival.

## Argument
Abu Shadi és un pare divorciat i professor d'escola de 60 anys que viu a Natzaret. El dia abans del matrimoni de la seva filla, Abu Shadi espera l'ajuda del seu altre fill, un reeixit arquitecte que viu a Roma des de fa temps i que ha de viatjar a Natzaret per a ajudar-lo a preparar les noces. Tal com és exigit per la tradició palestina, Abu Shadi ha de lliurar les invitacions al matrimoni personalment a cada convidat. Aquesta situació serà l'oportunitat per ambdós, pare i fill, de fer reviure la seva relació, perduda per la distància i el pas del temps.

## Repartiment
- Mohammad Bakri com Abu Shadi
- Saleh Bakri com a Shadi
- Maria Zreik com Amal

## Recepció
A l'agregador de ressenyes Rotten Tomatoes, la pel·lícula té una puntuació d'aprovació del 100%, basada en 35 ressenyes amb una puntuació mitjana de 7,6/10.

## Premis
- Premis Muhr al millor llargmetratge de ficció i al millor actor (per a Mohammad Bakri i Saleh Bakri), Festival Internacional de Cinema de Dubai 2017[5]
- Golden Crow Pheasant a la millor pel·lícula, Festival Internacional de Cinema de Kerala 2017[6]
- Premis de la Crítica Àrab a la millor pel·lícula, millor guió i millor actor (per a Mohammad Bakri), 71è Festival Internacional de Cinema de Canes 2018[7]
- Astor d’Or a la millor pel·lícula i Astor de Plata al millor actor (per Mohammad Bakri) Festival Internacional de Cinema de Mar del Plata 2017[8]